# Faust (sagogestalt)
För andra betydelser, se Faust.

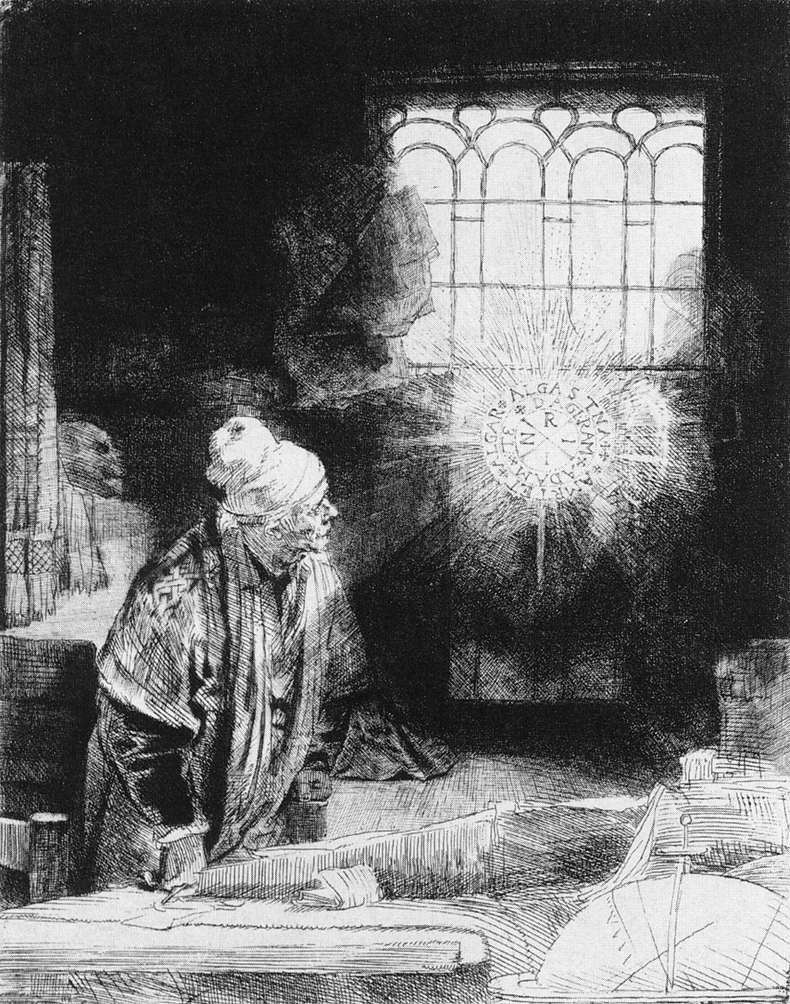
Faust porträtterad på en etsning av Rembrandt.

Faust är en gestalt som finns i flera versioner av tyska folksagor och som delvis bygger på Johann Fausts öde. Sagans Faust är en ung man som sluter ett avtal med Mefistofeles, det vill säga djävulen. Faust och adjektivet faustiansk syftar numera på en ambitiös person som offrar sin moraliska integritet för att nå makt och framgång under en kort period. 
Historien kom först i tryck i Tyskland 1587 under titeln Historia von D. Johann Fausten. Denna inspirerade Christopher Marlowe till dramat Den tragiska historien om doktor Faustus, postumt utgivet 1604, och dessa båda versioner inspirerade i sin tur Johann Wolfgang von Goethe till dramat Faust I och Faust II, vilket kommit att bli det som idag är mest förknippat med Faust. Senare litterära versioner inkluderar Michail Bulgakovs Mästaren och Margarita och Thomas Manns Doktor Faustus. I filmform har Faust bland annat skildrats i F.W. Murnaus Faust (1926).